# LEGO Harry Potter: Jaren 1-4
LEGO Harry Potter: Jaren 1-4 (Engels: LEGO Harry Potter: Years 1-4) is een action-adventure-computerspel uit 2010, ontwikkeld door Traveller's Tales en uitgegeven door Warner Bros. Entertainment, Inc.. Het computerspel is gebaseerd op de LEGO Harry Potter bouwsets en minifiguren. 
Een versie voor PlayStation 2 was oorspronkelijk gepland, maar werd later geschrapt.

## Gameplay
In het spel kan de speler spelen met meer dan honderd personages, waaronder: Harry Potter, Ron Wemel, Hermelien Griffel, Albus Perkamentus en Rubeus Hagrid. Het spel heeft vier episodes met meerdere levels die vooral gebaseerd zijn op de eerste vier boeken en films.

## Ontvangst
| Beoordeeld door   | Jaar | Platform      | Score |
| ----------------- | ---- | ------------- | ----- |
| @Gamer            | 2010 | Xbox 360      | 90%   |
| @Gamer            | 2010 | Windows       | 90%   |
| IGN               | 2010 | PlayStation 3 | 85%   |
| 411mania.com      | 2010 | Xbox 360      | 81%   |
| GameSpot          | 2010 | Wii           | 80%   |
| GameSpot          | 2010 | Xbox 360      | 80%   |
| ZTGameDomain      | 2010 | PlayStation 3 | 80%   |
| Thunderbolt Games | 2010 | PlayStation 3 | 70%   |
| Gamekult          | 2010 | PlayStation 3 | 60%   |
| Gamekult          | 2010 | Windows       | 60%   |